# Hui (papnő)
Hui ókori egyiptomi papnő a XVIII. dinasztia idején; III. Thotmesz feleségének, Meritré-Hatsepszutnak az anyja.
Hui fontos szerepet töltött be Ámon, Ré és Atum kultuszában. Fennmaradt egy szobra, melyen III. Thotmesz nagy királyi hitvese anyjának nevezi magát; ez döntő bizonyíték arra, hogy Meritré nem Hatsepszut fáraónő lánya volt, mint korában gondolták. (Thotmesz egyetlen másik nagy királyi hitveséről, Szatiahról tudni, hogy egy Ipu nevű dajka volt az anyja). A szobor, mely ma a British Museumban található, Thotmesz és Meritré közös gyermekeit is ábrázolja: Hui ölében Nebetjunet hercegnő ül, mellette Menheperré, Meritamon, Meritamon és Iszet. Iszet lehetett a legfiatalabb, mert alakja kisebb a többiekénél. Szintén Hui unokája volt Thotmesz és Meritré másik fia, II. Amenhotep.

## Külső hivatkozások
- Hui szobra, képek és magyarázat (spanyol)